# Josef Holtkotte
Josef Holtkotte (Castrop-Rauxel, 1963. március 29. –) német katolikus pap, 2021-től Paderborn segédpüspöke.

## Élete
1990. június 2-án szentelték pappá, és a Paderborni érsekségbe inkardinálták. Főleg plébánosként dolgozott (2005–2021 közt Bielefeldben). A Kolping Művek egyházmegyei és országos elnöke is volt.
2021. június 23-án Ferenc pápa a Paderborni főegyházmegye segédpüspökévé nevezte ki Siminga címzetes székével. 2021. szeptember 26-án szentelte fel szentté Hans-Josef Becker érsek.

## Fordítás
Ez a szócikk részben vagy egészben  a   Josef Holtkotte című lengyel Wikipédia-szócikk fordításán alapul.  Az eredeti cikk szerkesztőit annak laptörténete sorolja fel. Ez a jelzés csupán a megfogalmazás eredetét és a szerzői jogokat jelzi, nem szolgál a cikkben szereplő információk forrásmegjelöléseként.